# レボドパ
レボドパまたはL-ドパ（正式名称：L-3,4-ジヒドロキシフェニルアラニン、英語: L-3,4-dihydroxyphenylalanine；L-DOPA）は、動物、植物の体内で生成される化学物質である。

## 所在と生理作用
自然界で産生され、ある種の食物や薬草、例えばハッショウマメに含まれ、哺乳類では準必須アミノ酸であるL-チロシン（L-Tyr）から体内や脳内で合成される。チロシンはチロシン水酸化酵素によりレボドパとなる。レボドパはレボドパ脱炭酸酵素によりドーパミンとなる。すなわちレボドパは、総称的にカテコールアミン（カテコラミン）として知られる神経伝達物質である、ドーパミン、ノルアドレナリン、アドレナリンの前駆体である。
その本来の生物学的に必須な役割以外に、レボドパは血液脳関門を通過できる性質を活用して、パーキンソン病（PD）とドパミン反応性デストニア（DSD）の臨床療法に用いられる。医薬品としては、国際一般名を用いてレボドパと呼ばれるのが普通である。これを含む商品名としては、メネシット、パーコーパ、アタメット、スタレボ、マドパー、プロローパ等がある。
補助食品（サプリメント）または向精神薬として用いられる。

## 適応
- パーキンソン病
- パーキンソン症候群
- ドパ反応性ジストニア(en)。